# Al-Shabaab (Mozambique)
Al-Shabaab (árabe: الشباب, lit. La Juventud), también conocido como Ansar al-Sunna (árabe: أنصار السنة, trad.  Partidarios de la tradición), Ahlu al-Sunna, Swahili Sunna, Ahlu Sunna Wal Jammah, y Mashababos, es un grupo militante islamista activo en la provincia de Cabo Delgado, Mozambique. El grupo ha atacado a las fuerzas de seguridad y a los civiles en un intento de establecer un estado islámico en el área. El nombre de Ansar al-Sunna es similar al nombre de un grupo insurgente iraquí sunita que luchó contra las tropas estadounidenses entre 2003 y 2007. Los lugareños los llaman "al-Shabaab", pero son una organización separada del grupo somalí del mismo nombre. El Estado Islámico (IS) y observadores externos han afirmado que todas o al menos facciones de al-Shabaab mozambiqueño se han unido al Estado Islámico del África Central (IS-CAP). De todos modos, ISIS o su filial centroafricana IS-CAP no parecen controlar realmente a los insurgentes mozambiqueños, aunque hay evidencia de que ha enviado entrenadores para ayudar a la insurgencia.

## Historia
El grupo fue formado en Cabo Delgado por seguidores del clérigo radical keniano Aboud Rogo Mohammed que se reasentaron en Mozambique tras la muerte de Mohammed en 2012. El grupo reclutó a jóvenes locales frustrados, como pescadores, pequeños comerciantes y mineros, que se sentían abandonados e ignorados por el gobierno mozambiqueño, al mismo tiempo que consideraban a las autoridades religiosas tradicionales demasiado cercanas al Estado. El grupo se volvió cada vez más violento en 2017, llevando a cabo ataques contra objetivos gubernamentales y civiles. Aunque un vídeo de 2019 mostraba a militantes profesando lealtad a Estado Islámico, los miembros rara vez se refieren a sí mismos como parte de ese grupo. Al-Shabaab rara vez emite propaganda. Los fondos para el grupo provienen del contrabando ilegal, las redes religiosas y los traficantes de personas.
Los militantes de Al-Shabaab fueron entrenados por ex policías y exguardias fronterizos que habían sido despedidos y guardaban rencor al gobierno. El movimiento también se puso en contacto con otros militantes islamistas en el este de África y, según se informa, contrató a extremistas extranjeros de Somalia, Tanzania y Kenia. Sin embargo, estos entrenadores extranjeros actuaron como mercenarios y ayudaron a al-Shabaab debido al pago que recibieron de este último. Algunos de los militantes de al-Shabaab también han viajado al exterior para recibir entrenamiento directo de otros grupos militantes.
Según los informes, los miembros de al-Shabaab son en su mayoría mozambiqueños de los distritos de Mocímboa da Praia, Palma y Macomia, pero también hay ciudadanos extranjeros de Tanzania y Somalia. Se sabe que los militantes hablan portugués, el idioma oficial de Mozambique, kimwani, el idioma local, y suajili, la lengua franca que se habla en la región de los Grandes Lagos africanos.
A pesar de que al-Shabaab o al menos partes de él han declarado su lealtad a Estado Islámico, el grupo todavía parece operar principalmente por su cuenta y todavía usa sus nombres originales. Según los informes, los militantes de Al-Shabaab estuvieron involucrados en importantes operaciones del Estado Islámico del África Central (IS-CAP), como la ofensiva de Mocímboa da Praia de 2020 y la batalla de Palma de 2021.

## Crímenes de guerra
Los militantes de Al-Shabaab han cometido numerosos crímenes de guerra, siendo el más importante el asesinato masivo de civiles en numerosas ocasiones. Además, el grupo ha sido acusado por UNICEF y Human Rights Watch de reclutar a miles de niños soldados. Según los informes, algunos combatientes rebeldes tenían tan solo doce años.

## Designación de terrorista
El grupo está designado como organización terrorista por los Estados Unidos.